# Danny Röhl
Danny Röhl (* 28. April 1989 in Zwickau) ist ein deutscher Fußballtrainer. Er war von August 2021 bis September 2023 bei der deutschen Nationalmannschaft Co-Trainer des Bundestrainers Hansi Flick und war zuletzt der Cheftrainer von Sheffield Wednesday.

## Karriere
Röhl war während seiner Jugend als Spieler beim ESV Lokomotive Zwickau und FSV Zwickau aktiv, jedoch plagten ihn schon zu dieser Zeit häufig Verletzungen. Nach seiner Juniorenzeit wechselte der 19-Jährige zur Saison 2008/09 zur zweiten Mannschaft des FC Sachsen Leipzig, für die er 10-mal in der sechstklassigen Landesliga Sachsen spielte. Zur Saison 2009/10 wechselte Röhl innerhalb der Liga zum Oberliga-Absteiger FC Eilenburg, für den er bis zur Winterpause 7 Spiele absolvierte. Nach einem halben Jahr bei den Eilenburgern musste der 20-Jährige aufgrund eines Kreuzbandrisses seine Spielerlaufbahn beenden. Bereits 2008 hatte Röhl ein Studium der Sportwissenschaften an der Universität Leipzig begonnen, das er 2013 mit dem Bachelor of Arts abschloss.
Im November 2010 wurde der 21-Jährige Leiter Spielanalyse Nachwuchs beim im Vorjahr gegründeten Regionalligisten RB Leipzig. Zur Saison 2011/12 wurde Röhl zusätzlich Co-Trainer bei den B2-Junioren (U16), ehe er zur Saison 2013/14 Co-Trainer von Frank Leicht bei den B1-Junioren (U17) in der B-Junioren-Bundesliga wurde. Zur Saison 2014/15 wurde der 25-Jährige unter dem Cheftrainer Alexander Zorniger Videoanalyst bei der Profimannschaft, die zuvor in die 2. Bundesliga aufgestiegen war. In der Folge arbeitete er auch Zornigers Nachfolgern Achim Beierlorzer, Ralf Rangnick, unter dem die Mannschaft 2016 in die Bundesliga aufstieg, und Ralph Hasenhüttl zu. Parallel hatte Röhl 2015 ein Masterstudium im Bereich Spielanalyse an der Deutschen Sporthochschule Köln begonnen, das er 2017 mit dem Master of Arts abschloss. Zur Saison 2017/18 wurde er unter Hasenhüttl zum Co-Trainer befördert. Nach der Saison trennte sich der Verein von Hasenhüttl, woraufhin auch Röhl RB Leipzig verließ.
Im Dezember 2018 folgte er Hasenhüttl als Co-Trainer in die Premier League zum FC Southampton. Zur Saison 2019/20 kehrte Röhl nach Deutschland zurück und wurde beim FC Bayern München unter dem Cheftrainer Niko Kovač neben dessen Co-Trainern Robert Kovač und Hansi Flick „Co-Trainer Analyse“. Im November 2019 trennte sich der FC Bayern von den Kovač-Brüdern. Während Flick Cheftrainer wurde, war Röhl nun neben dem neu dazugestoßenen Hermann Gerland dessen Co-Trainer. Der Verein gewann mit diesem Trainerteam in dieser Saison das Triple aus Meisterschaft, DFB-Pokal und Champions League sowie im weiteren Verlauf auch den DFL-Supercup, UEFA Super Cup sowie die Klub-Weltmeisterschaft und damit das Sextuple. Zur Saison 2020/21 kam mit Miroslav Klose ein dritter Co-Trainer hinzu; Röhl verlängerte seinen Vertrag unterdessen bis zum 30. Juni 2023. Nach der Saison, die mit dem Gewinn der Meisterschaft endete, trennten sich der Verein und Flick. In der Folge verließen auch Gerland, Klose und Röhl den Verein.
Zum 1. August 2021 folgte Röhl dem neuen Bundestrainer Flick als zusätzlicher Co-Trainer neben Marcus Sorg zur deutschen Nationalmannschaft. Der 32-Jährige unterschrieb – wie Flick – einen Vertrag bis Mitte 2024, der die Weltmeisterschaft 2022 in Katar und die Heim-Europameisterschaft 2024 umfasst. Röhl war zu diesem Zeitpunkt Inhaber der A-Lizenz. Ende Februar 2022 begann er den 13-monatigen Lehrgang zur Pro Lizenz, wie die Fußballlehrer-Lizenz seit diesem Jahr heißt, in der DFB-Akademie in Frankfurt am Main. Diese schloss er im April 2023 erfolgreich ab. Zusammen mit Flick wurde Röhl am 10. September 2023 als Co-Trainer freigestellt.
Am 13. Oktober 2023 wurde Röhl als Cheftrainer des englischen Zweitligisten Sheffield Wednesday verpflichtet. Röhl übernahm den Klub nach 13 sieglosen Spielen mit gerade mal drei Punkten. Er stellte ein Trainerteam unter anderem mit Mental-Coach Sascha Lense und Henrik Pedersen zusammen. Mit 50 Punkten aus den restlichen 35 Spielen gelang Sheffield der Klassenerhalt in der zweiten englischen Liga. Die Saison 2024/25 beendete das Team auf dem 12. Tabellenplatz, eine bessere Platzierung wurde mit nur einem Sieg aus den letzten neun Ligaspielen verpasst. Die Sommerpause 2025 geriet bei Sheffield Wednesday chaotisch. Der Eigentümer versuchte den Klub zu verkaufen, der Verein zahlte seit Frühjahr mehrfach Gehälter von Spielern und Angestellten verspätet oder gar nicht, die English Football League sprach daraufhin mehrere Strafen in Bezug auf Spielerregistrierung und Transferausgaben aus. Zudem erlaubte der mehrfache Verzug jedem unter Vertrag stehenden Spieler, einseitig das Vertragsverhältnis zu lösen. Wenige Tage vor Saisonbeginn standen weniger als 16 Spieler bei Sheffield Wednesday unter Vertrag. Röhl selbst kehrte verspätet aus dem Urlaub zurück, Ende Juli wurde sein Vertrag schließlich aufgelöst und er verließ mit fast dem gesamten Trainerstab den Klub, einzig der bisherige Co-Trainer Henrik Pedersen verlieb beim Klub und übernahm den Cheftrainerposten.